# Pimpichaya Kokram
Pimpichaya Kokram (thailändisch พิมพิชยา ก๊กรัมย์, * 16. Juli 1998) ist eine thailändische Volleyballnationalspielerin.

## Karriere
Pimpichaya spielte von 2014 bis 2018 beim thailändischen Verein 3BB Nakornnont. 2014 wurde die Außenangreiferin auch erstmals in die Junioren-Nationalmannschaft ihres Landes berufen und kam anschließend in die A-Nationalmannschaft. In der Saison 2018/19 war sie in Indonesien bei Bandung Bank BJB Pakuan aktiv. 2021 wechselte sie zum japanischen Erstligisten Kurobe Aqua Fairies. 2024 wurde Kokram vom deutschen Bundesligisten SSC Palmberg Schwerin verpflichtet.